# Klemming & Thelaus
Klemming & Thelaus var ett arkitektkontor
Erik Thelaus och Hjalmar Klemming bildade 1954 arkitektkontoret Klemming & Thelaus.
Kontoret ritade bland annat Hotell Continental (1962) mittemot Stockholms central, studentbostadshuset Jerum (1959–1961) vid Lidingövägen i Storängsbotten, Stockholm och Frölunda torg (1967) i Göteborg.